# 天徳寺 (関市)
天徳寺（てんとくじ）は岐阜県関市天徳町にある釈迦如来を本尊とする曹洞宗の寺院。山号は瑞雲山。

## 歴史
曹洞宗大本山總持寺の直末寺院である。
貞治元年（1362年）に六角氏頼が在中宗宥を開山に招いて建立したと伝わる。
その後戦国時代に戦火に見舞われ荒廃するが、寛文6年（1668年）に鋳物師の伊佐善信が中興を果たしている。
寺宝として円空仏を所蔵するほか、弘法堂があり中濃八十八ヶ所霊場八十四番札所となっている。